# 約德 (堪薩斯州)
約德（英語：Yoder）是位於美國堪薩斯州里諾縣的一個人口普查指定地區。

## 人口
根據2020年美國人口普查的數據，約德的面積為97.50平方千米，當中陸地面積為96.50平方千米，而水域面積為1.00平方千米。當地共有人口163人，而人口密度為每平方千米1.67人。